# Sui generis
O termo de origem latina sui generis (versão aportuguesada: sui gêneris) significa, literalmente, "de seu próprio gênero", ou seja, "único em seu gênero." Usa-se como adjetivo para indicar que algo é único, peculiar, incomum, descomunal, particular, algo que não tem correspondência igual ou mesmo semelhante: uma atividade sui generis, uma proposta sui generis, um comportamento sui generis.
A expressão começou a ser usada para coisas especiais, singulares, a partir do século XVIII, principalmente em textos científicos, para qualificar substâncias, enfermidades e até mesmo rochas que não se enquadravam nos grupos conhecidos ou que pareciam ser os únicos de sua classe ou gênero. Pouco a pouco, sui generis ultrapassou os limites da ciência classificatória e passou a ser usado para qualquer coisa invulgar, fora do comum.
Um dos usos mais famosos deste termo remete ao sociólogo francês Émile Durkheim, utilizando o termo para caracterizar a realidade última da sociedade. Para Durkheim, a sociedade não pode ser definida como a simples soma de suas partes individuais, mas como uma realidade exterior autônoma e não sujeita às orientações individuais. Essa perspectiva de análise proposta por Durkheim é chamada de Holismo Metodológico e se contrapõe ao Individualismo metodológico.
Em certos contextos, esta expressão é usada eufemisticamente, disfarçando, por meio da pompa e circunstância do Latim, uma crítica a algo que parece estranho. Por essa razão, é preciso cuidado ao usá-la, para não haver confusões relacionadas a uma suposta ironia. Um comentário como "Aquele professor tem uma maneira sui generis de expor suas ideias" pode ser lido tanto em direção ao bem, quanto ao mal. Vale esclarecer qual é a intenção desejada com o comentário. Como todas as expressões latinas, deve vir em destaque na escrita (itálico ou sublinhado).